# John H. Flood Jr.
John Henry Flood Jr. (Connecticut, 16 gennaio 1878 – 29 marzo 1958) è stato uno scrittore statunitense.
Biografo e segretario di Wyatt Earp, ha provato invano a farsi pubblicare il suo manoscritto da diversi editori.